# Tabitha Jane Spruce
Tabitha Jane King, nata Spruce (Old Town, 24 marzo 1949), è una scrittrice e fotografa statunitense, si occupa anche di opere filantropiche.
Nata nel Maine, ha frequentato la vicina Università di Orono, dove ha conosciuto il futuro marito, lo scrittore Stephen King, sposato nel 1971.

## Vita privata
Tabitha incoraggiò il marito, in quel momento in difficoltà economiche, a pubblicare Carrie e a coltivare la sua vena di scrittore.
La famiglia King risiede a Bangor (Maine); due dei tre figli di Tabitha e Stephen hanno seguito le orme dei genitori: Owen King ha pubblicato la raccolta Siamo tutti nella stessa barca e Joe Hill (pseudonimo di Joseph) ha pubblicato diversi libri, tra cui Heart-Shaped Box. Naomi King, la primogenita, è un ministro della Unitarian Universalist Church of Utica.
Nello stato del Maine è stata insignita di molte onorificenze per il suo interessamento allo sviluppo della letteratura e delle arti, soprattutto tra disabili e carcerati.

## Opere

### Romanzi
- 1981 – Small World
- 1983 – Caretakers
- 1985 – La trappola (The Trap, Milano, Rizzoli, 1987)
- 1988 – Pearl
- 1993 – One on One
- 1994 – The book of Reuben
- 1997 – Survivor
- 2006 – Come candele che bruciano (Candles Burning, Milano, Sperling & Kupfer, 2010) - scritto con Michael McDowell